# Museo Kiyosato de las Artes Fotográficas
El Museo Kiyosato de las Artes Fotográficas (清里フォトアートミュージアム Kiyosato Foto-Āto Myūjiamu?), también conocido como K*MoPA, es un museo de fotografía situado en Hokuto en la prefectura de Yamanashi (región de Chūbu).
Creado en 1995 bajo la dirección de Eikoh Hosoe tiene como principio mostrar el arte fotográfico como «afirmación de la vida». En sus salas pueden contemplarse fotografías realizadas mediante el proceso de la platinotipia.
También dedica un espacio a los trabajos de jóvenes fotógrafos (Young portafolio) en un espacio propio tras la selección de trabajos enviados cada año.
Aunque la mayoría de las exposiciones son de tipo temático también ha realizado exposiciones monográficas de autores como Manuel Álvarez Bravo, Shisei Kuwabara y otros. De cada exposición edita un catálogo.